# Liste der höchsten Bauwerke in Münster
Dieser Artikel sammelt die höchsten Bauwerke der Stadt Münster.

## Liste der Bauwerke
|      | Art                        | Bezeichnung, Stadtteil                                        | Höhe in m | Etagen | Baujahr         | Anmerkungen | Foto |
| ---- | -------------------------- | ------------------------------------------------------------- | --------- | ------ | --------------- | --- | ---- |
| 01.  | Funkturm                   | Fernmeldeturm Münster, St. Mauritz                            | 229,5 m   |        | 1986            | |      |
| 02.  | Windkraftanlage            | Windkraftanlagen der Stadtwerke Münster, Amelsbüren           | 175 m     |        | 2017            | |      |
| 03.  | Schornstein                | Schornstein am GuD-Kraftwerk Münster Hafen, Hafen             | 118 m     |        | 1977            | |      |
| 04.  | Schornstein                | Rockwool-Schornstein, Hiltrup                                 | 99 m      |        | 1968            | 2022 stillgelegt |      |
| 05.  | Kirchturm                  | Herz-Jesu-Kirche, Mauritz                                     | 94,6 m    |        | 1900            | höchster Kirchturm in Münster |      |
| 06.  | Kirchturm                  | St. Lamberti, Mitte                                           | 90,5 m    |        | 1889            | |      |
| 07.  | Kirchturm                  | Heilig-Kreuz-Kirche, Kreuzviertel                             | 87 m      |        | 1902            | |      |
| 08.  | Bürogebäude                | LVM Bau 3 („Turm“), Aaseestadt                                | 70 m      | 18     | 1999            | |      |
| 09.  | Überwasserkirche           | Überwasserkirche, Mitte                                       | 64,5 m    |        | 15. Jahrhundert | |      |
| 010. | Bürogebäude                | LVM Bau 5 („Kristall“), Aaseestadt                            | 63 m      | 17     | 2013            | |      |
| 011. | Wohnhaus                   | „Weißer Riese“, Berg Fidel                                    | 63 m      | 17     | 1975            | Wohnanlage mit insgesamt drei Gebäuden mit 12, 14, und 16 Etagen plus Versorgungsgeschosse. Zu seiner Entstehungszeit höchsten Hochhaus Münsters. |      |
| 12.  | Wohnhaus                   | Hochhaus an der Philippistraße, Neutor                        | 62 m      | 14     |                 | Zentrum einer aus fünf Gebäuden bestehenden Wohnanlage                                                                                            |      |
| 013. | Krankenhaus                | Bettentürme des Universitätsklinikums, Sentrup                | 62 m      | 10     | 1983            | Zwei identische Türme |      |
| 14.  | Bürogebäude                | LVM Bau 2 („Scheibe“), Aaseestadt                             | 54 m      | 14     | 1967            | 1999 umfassend saniert und erweitert |      |
| 015. | Kirchturm                  | St.-Paulus-Dom, Mitte                                         | 57,7 m    |        | 1516            | Der Nordturm ist 57,7 m, der Südturm 55,5 m |      |
| 016. | Schornstein                | Schornstein Germania Brauerei, Uppenberg                      | 50 m      |        | 1950er          | Nicht mehr in Betrieb |      |
| 017. | Bürogebäude                | Cube 1, Geist                                                 | 48 m      | 11     | 1970er          | zwischen 2019 und 2023 saniert und umbenannt zum Cube 1                                                                                           |      |
| 018. | Wohnen, Büros, Gastronomie | Metropolis, Mitte                                             | 45 m (2x) | 2x15   | 2015            | Höhe wurde nach Protesten von 60 auf 45 m reduziert                                                                                               |      |
| 019. | Bürogebäude                | Stadthaus II                                                  | 43 m      | 13     | 1964            | |      |
| 020. | Wohnhaus                   | Hochhäuser an der Goerdelerstraße 1, 3 und 5, Aaseestadt      | 43 m      | 12     | 1960er          | 3 identische Hochhäuser |      |
| 021. | Wohnhaus                   | Hochhäuser an der Königsberger Straße 131, 132 und 136 Coerde | 43 m      | 12     | 1960er          | 3 Hochhäuser |      |
| 022. | Bürogebäude                | Iduna-Hochhaus am Servatiiplatz, Mitte                        | 43 m      | 11     | 1961            | Erstes Hochhaus in Münster, das inzwischen unter Denkmalschutz steht.                                                                             |      |
| 023. | Bürogebäude                | ZEB-01-Büroturm an der Hammer Straße, Geistviertel            | 42 m      | 12     | 2001            | |      |
| 024. | Bürogebäude                | Neue Verwaltung Westfalen AG, Hafen                           | 40 m      | 10     | 2013            | |      |

## Im Bau, in Planung oder abgerissen
|     | Art            | Bezeichnung, Stadtteil                           | Höhe in m | Etagen | Baujahr          | Anmerkungen                                       | Foto |
| --- | -------------- | ------------------------------------------------ | --------- | ------ | ---------------- | ------------------------------------------------- | ---- |
| 01. | Bürogebäude    | ZEB-02-Büroturm an der Steinfurter Straße, Mitte | 61 m      | 16     | nicht realisiert | Pläne verworfen, da sich keine Investoren fanden. |      |
| 02. | Bürogebäude    | MS Weitblick, Robert-Bosch-Straße 22-32, Hafen   | 60 m      | 17     | in Bau (2025)    |                                                   |      |
| 03. | Servicezentrum | UKM Servicezentrum am Coesfelder Kreuz           |           | 14     | in Bau (2025)    |                                                   |      |
| 04. | Bürogebäude    | Oberfinanzdirektion NRW, Mauritz                 | 44 m      | 12     | 1966–2016        | Wegen PCB-Belastung abgerissen                    |      |